# Диоманде, Мохаммед
Мохамме́д Баба́ Дьоманде́ (фр. Mohammed Baba Diomandé; род. 30 октября 2001, Йопугон, Кот-д’Ивуар) — ивуарийский футболист, опорный полузащитник клуба «Рейнджерс» и национальной сборной Кот-д’Ивуара.

## Клубная карьера
Диоманде — воспитанник футбольной академии «Райт ту Дрим». В начале 2020 года Моххамед подписал свой первый профессиональный контракт с датским клубом «Норшелланн». 19 февраля в матче против «Хорсенс» он дебютировал в датской Суперлиге. 13 сентября в поединке против «Брондбю» Моххамед забил свой первый гол за «Норшелланн».